# Leigh A. Bortins
Leigh A. Bortins, priznata je američka pedagoginja najpoznatija po svojoj kritičnosti i sposobnosti da demistificira pristup učenju. Kao nastavnica, autorica i teoretičarka obrazovanja, Leigh je jedna od vodećih figura u američkom pokretu koji se zalaže za obrazovanje kod kuće. Završila je studij zrakoplovnog inženjerstva na Sveučilištu Michigan i radila je u zrakoplovnoj industriji prije nego što se počela baviti edukacijom. Gotovo 20 godina poučava odrasle i djecu tehnikama obrazovanja i za to vrijeme napisala je nekoliko knjiga, među kojima su The Foundations Program: A Classical Curriculum (a teaching guide) i The Essentials of English Language Guide (a teaching guide for language arts from the classical perspective). Osnovala je Clasical Conversations Inc., organizaciju koja se bavi osposobljavanjem odraslih svih dobi za učenje kod kuće. Njezina radijska emisija o obrazovanju Leigh at Lunch! sluša se u cijelom SAD-u. Živi nedaleko od mjesta Pinehurst u Sjevernoj Karolini. Ističe da "Samo klasično obrazovanje omogućuje nam sudjelovanje u razgovorima s najvećim umovima čovječanstva i njihove riječi omogućuju nam da se s više samopouzdanja suočimo s problemima svakodnevnog života". Djela: Klasika i dr.